# Un agent d'influence
 (mars 2016).
Un agent d'influence (Agent of Influence) est un téléfilm québécois réalisé par Michel Poulette en 2002 pour CTV Television Network. Le film, mettant en vedette, Christopher Plummer et Marina Orsini, mérite deux nominations dont le Gemini d’interprétation[réf. nécessaire]. Agent of Influence a été acheté par 132 télé-diffuseurs à travers le monde, un record canadien[réf. nécessaire].